# Cecilie Christensen
Cecilie Christensen (ur. 8 lutego 1981 w Birkerød) – duńska wioślarka.

## Osiągnięcia
- Mistrzostwa Świata Juniorów – Płowdiw 1999 – czwórka bez sternika – 5. miejsce[1].
- Mistrzostwa Europy – Poznań 2007 – dwójka podwójna – 6. miejsce[1].
- Mistrzostwa Świata – Linz 2008 – czwórka bez sternika – 3. miejsce[1].